# Unčani
Unčani är en ort i Kroatien.   Den ligger i länet Moslavina, i den centrala delen av landet, 80 km söder om huvudstaden Zagreb. Unčani ligger 130 meter över havet och antalet invånare är 193.
Terrängen runt Unčani är kuperad åt nordost, men åt sydväst är den platt. Unčani ligger nere i en dal. Runt Unčani är det ganska tätbefolkat, med 67 invånare per kvadratkilometer. Närmaste större samhälle är Dvor, 6,9 km sydväst om Unčani. Omgivningarna runt Unčani är en mosaik av jordbruksmark och naturlig växtlighet.